# METRORail
METRORail (англ. Houston Metro, МФА: [hjuːstən mɛtɹə (ʊ)], Metrorail, МФА: [ˌmɛtɹə (ʊ) ɹeɪl]) — вулична система легкорейкового транспорту — швидкісного трамваю у Х'юстоні (штат Техас, США), яка, попри скорочену назву «метро», не є ані метрополітеном, ані легким метро і є, фактично, швидкісним трамваєм.
Система об'єднує 24 станції та в четвертому кварталі 2012 року перевозила в середньому 37 400 осіб. Початково складалася з однієї лінії, довжина якої 12 кілометрів. Відкрита 1 січня 2004 року. Система управляється компанією METRO, яка також управляє автобусним міським та приміським сполученням у Х'юстоні.

## Користування та управління
Вартість поїздки становить 1,25 $. Діє знижка для школярів, студентів, пенсіонерів та інвалідів: вартість поїздки — 0,60 $. Для людей старше 70 років і для дітей до 5 років проїзд безкоштовний. Оплатити проїзд можна двома способами: електронною картою METRO Q і готівкою. Також на карті METRO Q діє акція — за 50 оплачених поїздок дається 5 безкоштовних поїздок. Несплата за проїзд загрожує штрафом 500 $. Також штраф в 500 $ передбачений за розпивання алкоголю, куріння тютюну, порушення громадського порядку, знаходження в нетверезому стані, розбій, азартні ігри, залишення дитини в автомобілі без нагляду, дрібне злодійство (проступки класу С).
Швидкісний трамвай працює щодня. У будні дні система працює з 4:30 ранку до 0:30 ночі, в суботу та неділю з 5:30 ранку до 0:30 ночі. Інтервал руху потягів: вранці, вдень та ввечері — 6 хвилин, пізно увечері — 15 хвилин.
Система керується компанією METRO, директором якої є Джордж Греніас. За диспетчеризування системи відповідає «Х'юстон Транстар», яке є партнерством чотирьох урядових установ, які несуть відповідальність за оперативну інформацію із надзвичайних ситуацій в Х'юстоні.

## Інфраструктура
Трамвайна система налічує три лінії, що складаються з 39 станцій. Відстань між станціями в середньому становить 800 метрів. Лінія швидкісного трамваю проходить через важливі об'єкти міста: університет Райса, Техаський медичний центр, Реліант Астродом, Даунтаун Х'юстона. Кінцевими станціями є Northline Transit Center (на півночі) та Fannin South (на півдні). Після кінцевої станції «Fannin South» трамваї можуть розвернутися на кільці та продовжити шлях, або заїхати до технічного приміщення. Також тут розташовується операційний центр для технічного обслуговування рухомого складу. Перед станцією «UH-Downtown» знаходиться оборотний тупик.
Дизайн станцій розроблений компанією HOK. На станціях є лавки, урни для сміття, є скляні напівпрозорі дахи. Дизайнери хотіли передати минуле Х'юстона, але водночас, щоб станції гармонійно входили в міський пейзаж. Між станціями Main Street Square і Bell рейки проходять по водному ландшафту. Окрім водного ландшафту, є ще водограї, висота яких може досягати 12 метрів. Цю територію впорядкували до дати відкриття швидкісного трамвая.
Поруч із зупинкою «Fannin South» розташовується парковка. Ціна за разове використання — $ 3, можна оформити послугу на місячне користування парковкою, її ціна — $ 40. Інваліди мають можливість користуватися швидкісним трамваєм, оскільки вагони облаштовані низькою підлогою. Також даються оголошення не лише англійською, але ще й іспанською мовами.
|                                 |  |                             |  |                 |
| Станція Downtown Transit Center |  | Кінцева станція UH-Downtown |  | Водний ландшафт |